# Masque (hockey sur glace)
Pour les articles homonymes, voir Masque (homonymie).

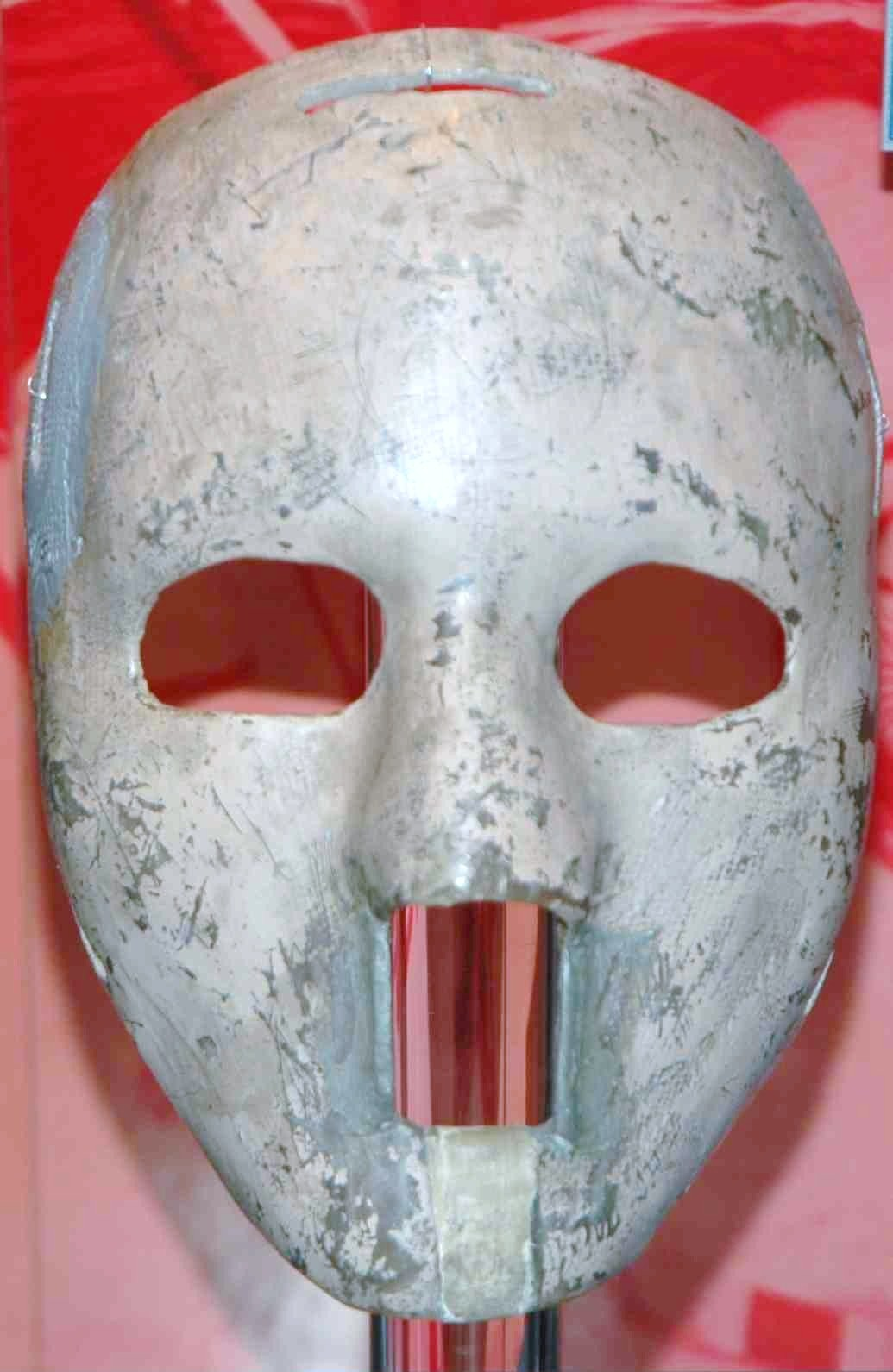
Masque original de Jacques Plante

Le masque est le casque porté par le gardien de but au hockey sur glace afin de protéger sa tête contre les blessures. Jacques Plante fut le premier à avoir développé et utilisé un masque de manière régulière en 1959. Il était constitué de fibres de verre correspondant aux contours de son visage. Le masque évolua plus tard en une combinaison casque/grille, puis en un masque complet. Ce dernier est le modèle le plus populaire car il est plus sûr.
Le masque a fondamentalement changé la manière de jouer des gardiens, puisqu'ils peuvent s'agenouiller pour arrêter un tir sans courir le risque qu'une crosse, un patin ou un palet frappe ou lacère le visage, ou les assomme. Depuis, le masque est devenu populaire. C'est le seul élément personnalisable d'une équipe, il est donc souvent décoré et les gardiens peuvent être facilement identifiés de par leur design.

## Historique
Le premier masque de gardien était un masque d'escrime en fibres de verre revêtu en février 1927 par Elizabeth Graham, gardienne de l'équipe de hockey féminin de l'Université Queen's (Kingston, Ontario) essentiellement pour protéger ses dents. En 1930, à la suite d'une fracture du nez, Clint Benedict, portier des Maroons de Montréal, utilisa un masque en cuir. Une fois remis de sa blessure, il l'abandonna car il obstruait sa vue. Aux Jeux olympiques d'hiver de 1936, le gardien japonais Teiji Honma porta un masque semblable à celui d'un receveur de baseball. Le masque était fait de cuir avec une cage métallique qui protégeait le visage, ainsi que les grandes lunettes circulaires de Honma.
Ce n'est pas avant 1959 qu'un gardien utilisa une protection faciale de manière régulière. Le 1er novembre 1959, lors d'un match entre les Canadiens de Montréal et les Rangers de New York de la Ligue nationale de hockey, Jacques Plante, gardien des Canadiens, fut frappé au visage par un tir d'Andy Bathgate. De retour sur pied, Plante donna à son entraîneur Toe Blake un ultimatum, refusant de retourner sur la glace sans un masque. Depuis une opération des sinus, Plante portait déjà un masque en fibres de verre durant les séances d'entraînement mais Blake lui interdisait d'en porter un durant les matchs, de peur que cela ne réduise sa vision. N'ayant pas de gardien remplaçant, Blake accepta à la condition qu'il s'en débarrasse une fois guéri. Quelques jours plus tard, Plante refusa de l'abandonner et comme les Canadiens étaient sur une série de victoires, Blake devint moins obstiné. Cette saison-là, Montréal finit premier de la saison régulière et remporta la coupe Stanley, et Plante reçut le trophée Vézina de meilleur gardien et fut nommé dans la seconde équipe d'étoiles. Quand Plante introduisit le masque dans l'équipement du gardien, beaucoup doutèrent de son dévouement et de son courage; en réponse, il fit la comparaison avec un parachutiste sautant sans son parachute.
Bien que Plante dut faire face aux moqueries, le masque devint rapidement la norme et le symbole du hockey sur glace, comme en témoigne le célèbre tableau « At The Crease » (1972) par l'artiste canadien Ken Danby. Le style du masque de Plante n'est plus utilisé, cependant sa célébrité continue grâce au personnage de Jason Voorhees de la série de films Vendredi 13. Casey Jones des Tortues Ninja porte également une version stylisée du masque. Les Ducks d'Anaheim l'utilisaient sur leur ancien logo, doté d'un bec de canard. Depuis son invention, les gardiens de but professionnels ne jouent jamais sans un masque. Le dernier à avoir joué sans masque était Andy Brown, qui joua son dernier match en LNH en 1974. En 1989, le Québécois Sam St. Laurent a été le tout dernier gardien de but à jouer avec ce type de masque avant de le remplacer par le modèle actuel.

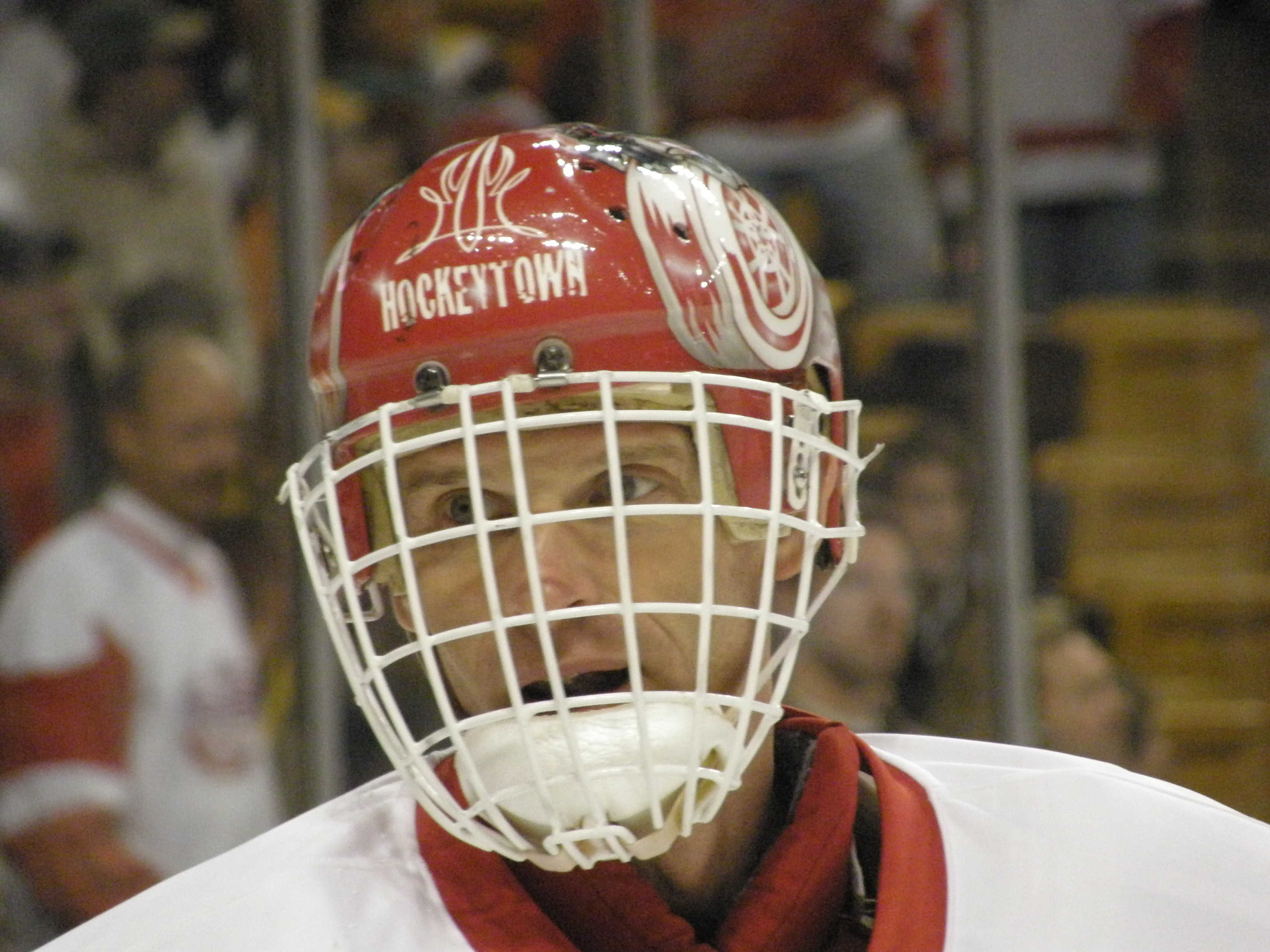
La combinaison casque/grille, porté par Dominik Hašek.

Le masque de gardien a depuis connu plusieurs évolutions. Dans les années 1970, la combinaison casque/grille fut popularisé par Vladislav Tretiak, excellent gardien de but soviétique qui prit part à la Série du siècle en 1972. Comme le masque original, la combinaison casque/grille fut critiquée pour ne pas donner une protection faciale et crânienne suffisante. Dan Cloutier changea depuis ce type de protection pour le plus populaire masque complet citant des raisons de sécurité sur conseils de l'encadrement des Kings de Los Angeles. Dominik Hašek, récipiendaire des trophées Hart et Vézina à la fin des années 1990, continua de porter ce modèle en Ligue continentale de hockey, jusqu'à sa retraite en 2012. Chris Osgood des Red Wings de Détroit fut le dernier gardien en LNH à utiliser ce type de masque. Il s'est retiré en 2011. Les gardiens amateurs des ligues universitaires ou de loisirs qui choisissent ce modèle avancent divers arguments à ce choix : le casque en plastique utilisé est plus léger que ceux en fibres de verre ou autres matériaux composites, et il a une plus grande ouverture que le masque complet donnant une sensation moins claustrophobique et une meilleure vision du palet.

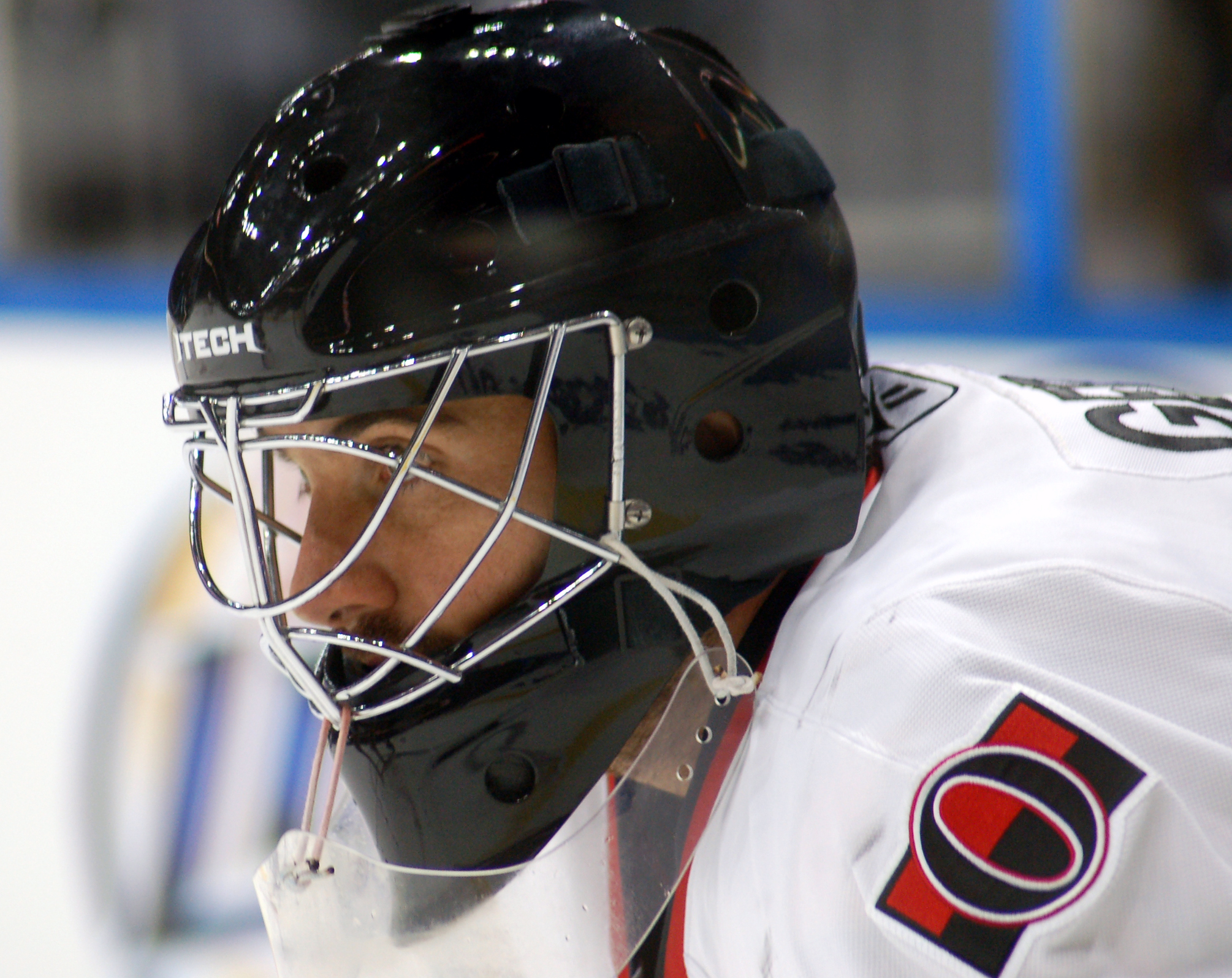
Un masque complet classique en fibres de verre et kevlar avec protège-gorge, porté par Martin Gerber.

Le second type de masque est un casque en fibres de verre avec une grille attachée au milieu. Il peut être également fait en fibres de carbone ou en un mélange de fibres de verre et de kevlar. Ces masques sont bien plus capables de résister aux impacts de palet allant à grande vitesse et sont utilisés à tous les niveaux du hockey sur glace organisé. Ils sont considérés plus sûrs car ils peuvent mieux repousser les palets que la combinaison casque/grille.
À la suite de l'accident de Clint Malarchuk en 1989, où il eut la veine jugulaire sectionnée par la lame d'un joueur adverse, la plupart des gardiens attachent un protège-gorge à leur masque, quel que soit le modèle.

## Tactique de jeu
L'arrivée du masque a changé la façon de jouer des gardiens de buts, leur permettant de faire plus d'arrêts sur les genoux sans peur de blessures sérieuses à la tête ou au visage. Avant, la plupart des portiers restaient debout autant que faire se peut. Dans le hockey moderne, un gardien fait la plupart de ses arrêts avec un ou les deux genoux sur la glace. Avec l'avancée technologique du masque, les tirs frappant la tête causent plus un inconfort temporaire au lieu de commotions ou de lacérations sévères. Cependant, un masque n'assure pas d'éviter des blessures, plusieurs gardiens ayant perdu connaissance après un tir à la tête. Certains gardiens, tel Dominik Hašek ou Henrik Lundqvist, utilisent volontairement le masque pour contrer certains tirs. Lundqvist dit que la raison pour cela est de ne pas obstruer sa vision en plaçant sa mitaine devant son masque pour arrêter le tir.

## Décoration du masque
Avec la surface disponible sur les masques complets, les gardiens trouvent de bon ton de donner une décoration particulière sur leur masque. Cette tradition a débuté avec les premiers masques, notamment par Gerry Cheevers, portier des Bruins de Boston qui était connu pour dessiner des points de suture sur son masque à chaque fois qu'il était frappé au visage. Ces cicatrices représentaient l'endroit où il aurait été coupé s'il n'avait pas porté son masque. Jim Rutherford, un gardien des Red Wings de Détroit dans les années 1970, fut le premier à peindre des sourcils sur son masque marquant le début des décors un peu plus complexes. Les masques modernes offrent également cette possibilité, et les gardiens sont facilement identifiables de par leur design, souvent transférant les couleurs de leur nouvelle équipe sur leur motif, tel le thème de Marvin le Martien de Patrick Lalime.

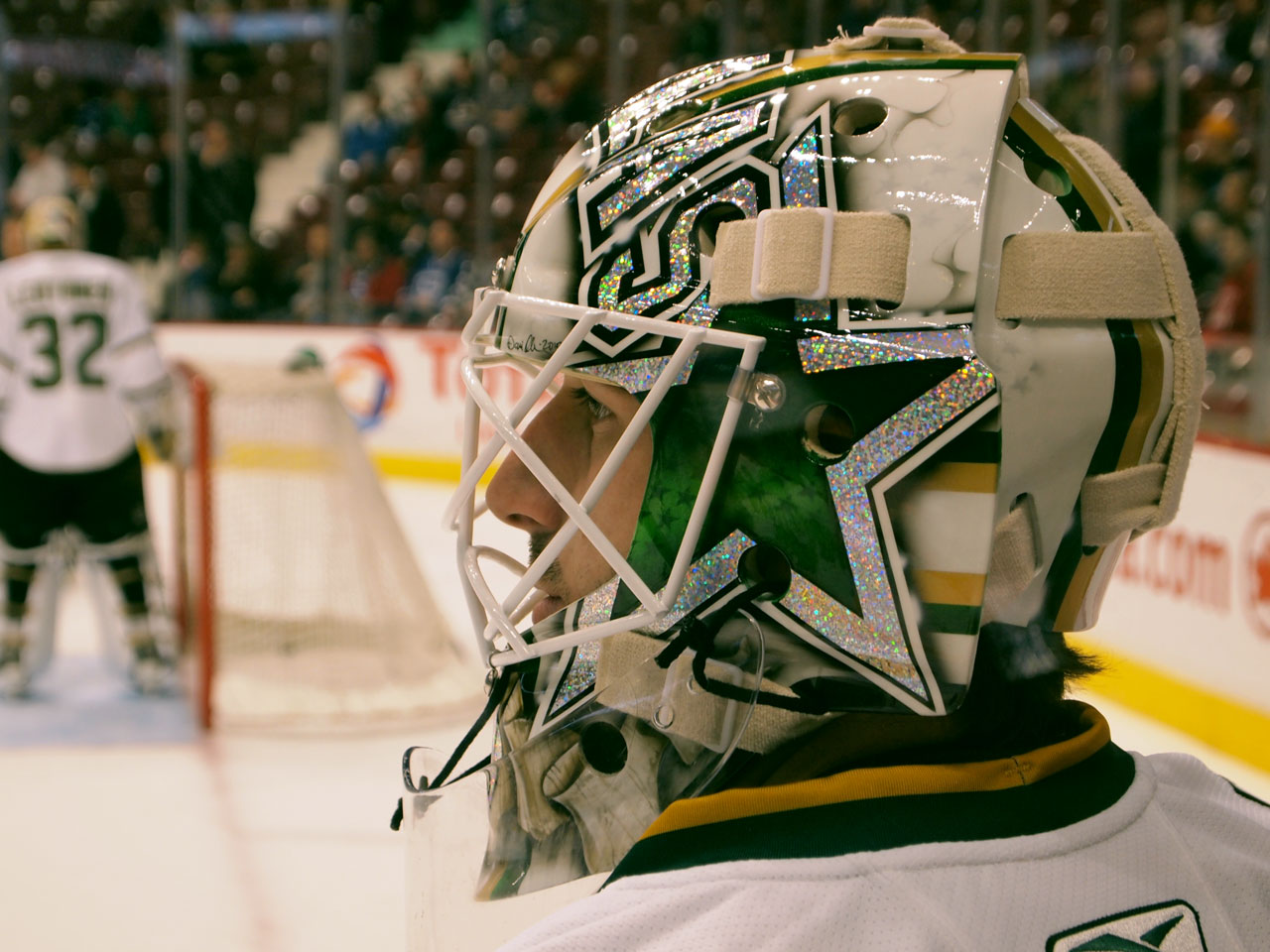
Le nouveau masque étoilé du gardien Andrew Raycroft des Stars de Dallas, inauguré en janvier 2011
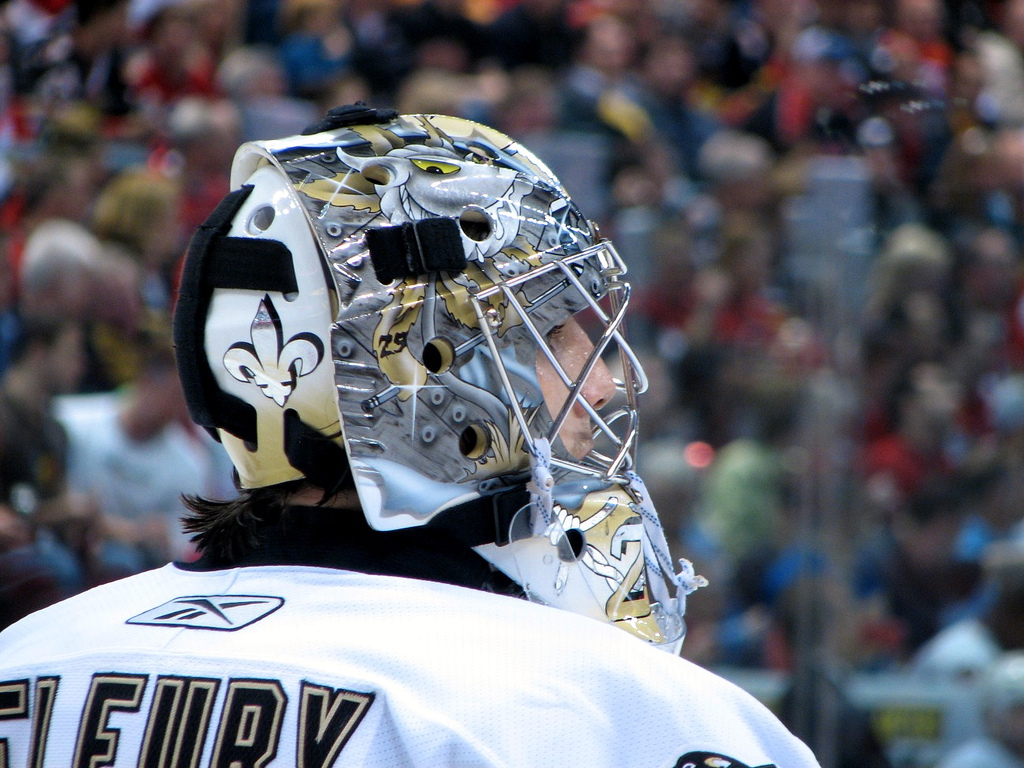
Masque complet décoré, porté par Marc-André Fleury

## Autres sports

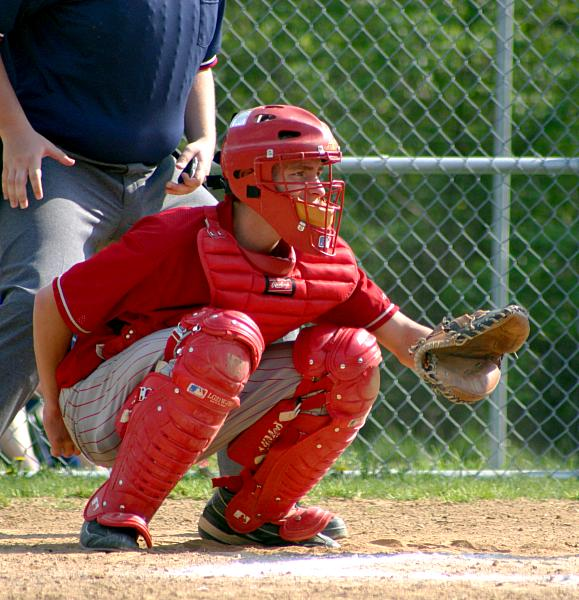
Receveur de baseball avec un masque.

Le masque de gardien est également utilisé dans des sports proche du hockey sur glace, tels que le floorball (ou unihockey), le inline hockey, le hockey sur gazon et la ringuette.
Ces dernières années, les receveur de baseball ont commencé à porter des masques similaires à ceux du hockey sur glace.

## Musique
Le DJ de gabber mainstream néerlandais Angerfist porte un masque de hockey pendant ses concerts.